# Cesare Peruzzi
Cesare Peruzzi (Montelupone, 1º dicembre 1894 – Recanati, 28 gennaio 1995) è stato un pittore italiano.

## Biografia

### Infanzia e studi
Cesare Peruzzi nacque a Montelupone il 12 dicembre del 1894, per trasferirsi già da giovanissimo nella residenza di campagna a Chiarino di Recanati. Si dedicò al disegno fin da giovanissimo studiandone la tecnica a Macerata dove conobbe anche il giovanissimo Ivo Pannaggi, incoraggiandolo a prendere la strada della pittura.
Negli anni successivi si trasferì a Roma per iscriversi all'Istituto superiore di belle arti. Nel 1915 fu invitato alla Terza Mostra Internazionale della Secessione tenutasi a Roma, esponendo al fianco di Edgar Degas, Paul Cézanne, Pierre-Auguste Renoir, Virgilio Guidi e Felice Casorati. Interruppe temporaneamente gli studi durante la prima guerra mondiale per combattere sul fronte albanese e furono di questo periodo i suoi disegni di guerra, che a oggi risultano essere interessanti anche per l'aspetto documentativo. Dopo aver finito gli studi, frequentò l'Académie de France à Rome, dove si perfeziona sul nudo.
Tornato a Recanati si sposò con Maria Giochi.

### 1923-1935: tra acquarello e pittura sacra
Dal 1923 si dedicò soprattutto all'acquarello con opere intimiste e delicate, molto distanti dalle tematiche dell'arte del periodo, perlopiù incentrate sui temi epici tipici del ventennio fascista. Di questo periodo fu poi il trasferimento nella casa di via Carducci, dove l'artista aprì il suo studio e laboratorio. Molte le mostre di questo periodo e tra queste la prima e la seconda Mostra internazionale dell'acquarello di Milano del 1923 e 1925, la Mostra marinara presso l'Esposizione internazionale di Barcellona del 1929, la Mostra degli artisti italiani al Museo di Krefeld dove espose il suo Contadini in riposo, per arrivare alla sua prima personale alla Camerata degli artisti di Roma nello stesso anno. Nel 1927 a Firenze, l'Associazione Nazionale degli Artisti gli conferì il primo premio per la pittura, e nel 1930 ottenne una menzione speciale al concorso USSI per il suo Adempimenti.
Nel 1926 a Monteprandone dipinse una cappella dedicata a san Giacomo della Marca, commissionata in occasione del secondo centenario della canonizzazione del santo. Nel 1932 la Congregazione Universale commissionò a Cesare Peruzzi il ciclo di Sette episodi della vita di san Francesco Saverio che realizzò nella Cappella dei cattolici indiani interna alla Basilica della Santa Casa, e nel 1933, sempre nella Basilica, dipinse episodi della vita di Santa Teresa del Bambin Gesù. Un'altra commissione fu poi quella della pala d'altare dell'Abbazia di Santa Maria in Potenza a Porto Recanati che raffigura la Madonna, san Bernardo, fondatore dei Cistercensi, e sant’Antonio Abate, patrono di queste campagne.

### Peruzzi tra '50 e '60
Nel 1955 fu invitato alla VII Quadriennale nazionale d'arte di Roma.

## Cesare Peruzzi nei Musei
- Pinacoteca civica Corrado Pellini, Montelupone
- Pinacoteca comunale Attilio Moroni, Porto Recanati